# Рубику
Рубику (алб. Rubiku) — город на севере Албании в области Лежа. Население 8 094 (2006).

## Общие сведения
Несмотря на его маленький размер в городе развита туристическая отрасль. Есть несколько отелей, и служба проката автомобилей.